# The School for Scandal (filme)
The School for Scandal é um filme mudo britânico de 1923, do gênero comédia, dirigido por Bertram Phillips e estrelado por Queenie Thomas, Frank Stanmore e Basil Rathbone. É uma adaptação da peça The School for Scandal, de Richard Brinsley Sheridan.

## Elenco

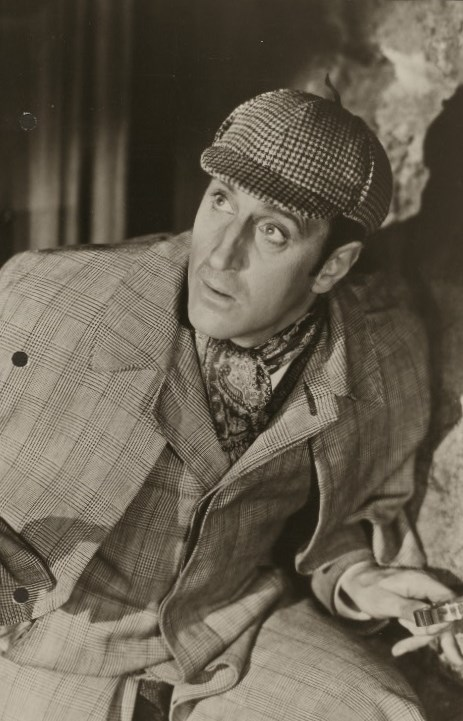
Basil Rathbone, ator

- Queenie Thomas - Lady Teazle
- Frank Stanmore - Sir Peter Teazle
- Basil Rathbone - Joseph Surface
- John Stuart - Charles Surface
- Sidney Paxton - Sir Oliver Surface
- A.G. Poulton - Moses
- Elsie French - Lady Sneerwell
- Mary Brough - Sra. Candour
- Jack Miller - Trip
- Billie Shotter - Maria
- Lottie Blackford - Tia Agatha
- James Reardon - Crabtree
- Wallace Bosco
- Kimber Philips - Sir Harry Bumper
- Richard Turner - Sir Benjamin